# 生物兵器禁止条約
生物兵器禁止条約（せいぶつへいききんしじょうやく、英: Biological and Toxin Weapons Convention, BWC）は、生物兵器の開発、生産、貯蔵等を禁止するとともに、既に保有されている生物兵器を廃棄することを目的とした多国間条約である。
1972年4月より署名が開始され、1975年3月に発効した。日本語での名称は「細菌兵器（生物兵器）及び毒素兵器の開発、生産及び貯蔵の禁止並びに廃棄に関する条約」。

## 概要
生物兵器の使用は1925年のジュネーヴ議定書（窒息性ガス、毒性ガス又はこれらに類するガス及び細菌学的手段の戦争における使用の禁止に関する議定書）で禁止されているため、BWC本文には使用禁止規定は明記されていない。
2025年現在の締約国（および地域）数は189。

## 沿革
- 1925年　ジュネーヴ議定書（窒息性ガス、毒性ガス又はこれらに類するガス及び細菌学的手段の戦争における使用の禁止に関する議定書）による生物兵器の使用禁止
- 1966年　第21回国連総会において化学兵器及び生物兵器の使用を非難する決議が採択
- 1969年　ウ・タント国連事務総長が、報告書「化学・細菌兵器とその使用の影響」を提出すると、国連などの場で化学兵器及び生物兵器の規制問題の議論が活発となった
- 1971年　軍縮委員会によりBWC作成、同年第26回国連総会決議にて採択
- 1972年　4月10日に署名開放
- 1975年　3月26日に発効

## 締約国・署名国・未署名国

生物兵器禁止条約の締結状況
署名、批准
加入
署名。未批准
非署名

2025年3月時点
締約国・地域（189カ国）
署名国（4カ国・地域) 
シリア、ハイチ、エジプト、ソマリア
未署名国・地域（8カ国・地域）
イスラエル、ツバル、ミクロネシア、エリトリア、コモロ、ジブチ、チャド

## 各国における状況

### 日本
日本は1972年4月10日（署名開放日）に署名、1982年6月8日に批准し、国内法として細菌兵器（生物兵器）及び毒素兵器の開発、生産及び貯蔵の禁止並びに廃棄に関する条約等の実施に関する法律が制定されている。